# 臺北都會區
臺北都會區，又稱大臺北地區、臺北都市圈、大臺北、北北基，是臺灣的首都圈及第一大都會區，以首都臺北市為中心，包含臺北市、新北市與基隆市，其中前兩者又合稱為「雙北」。人口聚集區域以臺北盆地為主，並擴及周邊山區、臺地及沿海平地。總面積2,457平方公里，人口6,878,765人，中華民國約30%的人口居住於此。
更廣義的範圍，則在大臺北之外再加上桃園市所組成的「臺北生活圈」（北北基桃），人口達9,253,001人，面積達3,678平方公里，在世界人口組織裡為世界排名第41大都會區，約40%的臺灣人在此居住、生活、就學和工作。若按生活圈規劃，臺北市、新北市、基隆市屬於「大臺北首都生活圈」，依生活圈概念為一體來實施區域聯合治理。

## 聚居地人口
| 聚居地城市 | 英語                             | 行政區類別 | 人口 （2025年3月） | 面積 （km²） | 人口密度 | 備註   |
| ---------- | -------------------------------- | ---------- | ------------------ | ------------ | -------- | ------ |
| 臺北市     | Taipei City                      | 直轄市     | 2,468,089          | 271.7997     | 9,080.54 |        |
| 新北市     | New Taipei City                  | 直轄市     | 4,049,128          | 2,052.5667   | 1,972.71 | 含鶯歌 |
| 基隆市     | Keelung City                     | 市         | 361,548            | 132.7589     | 2,723.34 |        |
| 臺北都會區 | Greater Taipei Metropolitan Area | 都會區     | 6,878,765          | 2,457.1253   | 2,799.52 |        |

## 都會區劃分
臺北都會區包含了
- 臺北市12區，分為南北兩部分
  - 南區：萬華區、中正區、信義區、南港區、文山區、大安區
  - 北區：中山區、松山區、士林區、大同區、內湖區、北投區

- 新北市28區（不含屬於桃園都會區的鶯歌區），分為7個策略區[3]
  - 溪南：板橋區、中和區、永和區、土城區及新店北區
  - 溪北：新莊區、三重區、蘆洲區、五股區、泰山區、樹林北區及板橋溪崑地區
  - 汐止：汐止區
  - 三鶯：三峽區及樹林南區
  - 北觀：林口區、八里區、淡水區、三芝區、石門區、金山區、萬里區
  - 東北角：瑞芳區、平溪區、雙溪區、貢寮區
  - 大翡翠：新店南區、深坑區、石碇區、坪林區、烏來區

- 基隆市7區：仁愛區、中正區、中山區、信義區、七堵區、安樂區、暖暖區

## 發展趨勢
- 多核心發展

戰後初期的臺北市區以台北站前商圈、西門町一帶為中心，之後逐漸東擴，至1990年代信義計畫區成為首要之中心商業區，並吸引許多移入人口居住。1990年代後期以來，則有內湖科技園區的興起聚集了大量的工作人潮，而大直重劃區的發展則成為臺北市另一個代表性的商務娛樂核心區域，2010年代起則積極開發位於南港的東區門戶計畫區。
另一方面，淡水河西岸的人口大量增加並逐漸凌駕臺北市中心，新北市（原臺北縣）的板橋、中永和、新莊、三重、蘆洲、新店等市鎮的開發也趨於成熟。由於早期眾多衛星城市環繞臺北市單一核心的結構已不符大都會區的發展需求，故自2000年代以後，在公共交通捷運路網連通的基礎上，以板橋新板特區為首的淡水河西岸都會核心亦逐漸成型，而其北側的新莊副都心亦於近幾年開始進入具體開發階段，整個臺北都會區呈現明顯的「多核心」發展趨勢。
政府在臺北都會區外圍規劃的新市鎮，則有林口新市鎮、淡海新市鎮等兩處。
- 範圍維持穩定

臺北都會區早期的範圍僅止於臺北市中心，以及臺北縣（今新北市）較早因都市化而升格為縣轄市的區域，如三重、永和、板橋、中和、新莊、新店等。後逐步往外擴張，目前已擴及臺北市以及新北市的平原地帶，並連結至基隆市及桃園市的精華區域。